# Independent Spirit Awards 2005
La cerimonia di premiazione della 20ª edizione degli Independent Spirit Awards si è svolta il 26 febbraio 2005 sulla spiaggia di Santa Monica, California ed è stata presentata da Samuel L. Jackson. Salma Hayek e Quentin Tarantino sono stati i presidenti onorari.

## Vincitori e candidati
I vincitori sono indicati in grassetto, a seguire gli altri candidati.

### Miglior film
- Sideways - In viaggio con Jack (Sideways), regia di Alexander Payne
- How to Get the Man's Foot Outta Your Ass, regia di Mario Van Peebles
- Kinsey, regia di Bill Condon
- Maria Full of Grace, regia di Joshua Marston
- Primer, regia di Shane Carruth

### Miglior attore protagonista
- Paul Giamatti - Sideways - In viaggio con Jack (Sideways)
- Jeff Bridges - The Door in the Floor
- Liam Neeson - Kinsey
- Jamie Foxx - Redemption: The Stan Tookie Williams Story
- Kevin Bacon - The Woodsman - Il segreto (The Woodsman)

### Miglior attrice protagonista
- Catalina Sandino Moreno - Maria Full of Grace
- Kyra Sedgwick - Cavedweller
- Vera Farmiga - Down to the Bone
- Judy Marte - On the Outs
- Kimberly Elise - Woman Thou Art Loosed

### Miglior regista
- Alexander Payne - Sideways - In viaggio con Jack (Sideways)
- Walter Salles - I diari della motocicletta (Diarios de motocicleta)
- Mario Van Peebles - How to Get the Man's Foot Outta Your Ass
- Joshua Marston - Maria Full of Grace
- Shane Carruth - Primer

### Miglior fotografia
- Éric Gautier - I diari della motocicletta (Diarios de motocicleta)
- Tim Orr - Dandelion
- David Greene - Redemption: The Stan Tookie Williams Story
- Ryan Little - Saints and Soldiers
- Maryse Alberti - I giochi dei grandi (We Don't Live Here Anymore)

### Miglior sceneggiatura
- Alexander Payne e Jim Taylor - Sideways - In viaggio con Jack (Sideways)
- Richard Linklater, Julie Delpy ed Ethan Hawke - Before Sunset - Prima del tramonto (Before Sunset)
- Tod Williams - The Door in the Floor
- Mario Van Peebles e Dennis Haggerty - How to Get the Man's Foot Outta Your Ass
- Bill Condon - Kinsey

### Miglior attore non protagonista
- Thomas Haden Church - Sideways - In viaggio con Jack (Sideways)
- Roger Robinson - Brother to Brother
- Aidan Quinn - Cavedweller
- Peter Sarsgaard - Kinsey
- Jon Gries - Napoleon Dynamite

### Miglior attrice non protagonista
- Virginia Madsen - Sideways - In viaggio con Jack (Sideways)
- Cate Blanchett - Coffee and Cigarettes
- Yenny Paola Vega - Maria Full of Grace
- Robin Simmons - Robbing Peter
- Loretta Devine - Woman Thou Art Loosed

### Miglior film d'esordio
- La mia vita a Garden State (Garden State), regia di Zach Braff
- Brother to Brother, regia di Rodney Evans
- Napoleon Dynamite, regia di Jared Hess
- Saints and Soldiers, regia di Ryan Little
- The Woodsman - Il segreto (The Woodsman), regia di Nicole Kassell

### Miglior sceneggiatura d'esordio
- Joshua Marston - Maria Full of Grace
- Rodney Evans - Brother to Brother
- Zach Braff - La mia vita a Garden State (Garden State)
- Shane Carruth - Primer
- Mario F. de la Vega - Robbing Peter

### Miglior documentario
- Metallica: Some Kind of Monster, regia di Joe Berlinger e Bruce Sinofsky
- Bright Leaves, regia di Ross McElwee
- Chisholm '72: Unbought & Unbossed, regia di Shola Lynch
- Hiding and Seeking: Faith and Tolerance After the Holocaust, regia di Menachem Daum e Oren Rudavsky
- Tarnation, regia di Jonathan Caouette

### Miglior performance di debutto
- Rodrigo de la Serna - I diari della motocicletta (Diarios de motocicleta)
- Anthony Mackie - Brother to Brother
- David Sullivan - Primer
- Louie Olivos Jr. - Robbing Peter
- Hannah Pilkes - The Woodsman - Il segreto (The Woodsman)

### Miglior film straniero
- Mare dentro (Mar adentro), regia di Alejandro Amenábar
- Luci nella notte (Feux rouges), regia di Cédric Kahn
- La mala educación, regia di Pedro Almodóvar
- Oasis, regia di Lee Chang-dong
- Yesterday, regia di Darrell Roodt

### Special Distinction Award
- all'intero cast di Mean Creek

### Premio John Cassavetes
- Mean Creek, regia di Jacob Aaron Estes
- Down to the Bone, regia di Debra Granik
- On the Outs, regia di Lori Silverbush
- Unknown Soldier, regia di Ferenc Tóth

### Truer Than Fiction Award
- Zana Briski e Ross Kauffman - Born into Brothels (Born Into Brothels: Calcutta's Red Light Kids)
- Shola Lynch - Chisholm '72: Unbought & Unbossed
- Jehane Noujaim - Control Room
- Carlos Sandoval e Catherine Tambini - Farmingville

### Producers Award
- Gina Kwon - The Good Girl e Me and You and Everyone We Know
- Sean Covel e Chris Wyatt - Napoleon Dynamite e Think Tank
- Danielle Renfrew - November e Groove

### Someone to Watch Award
- Jem Cohen - Chain
- Bryan Poyser - Dear Pillow
- Jennifer Reeves - The Time We Killed